# Vokesimurex morrisoni
Vokesimurex morrisoni is een slakkensoort uit de familie van de Muricidae. De wetenschappelijke naam van de soort is voor het eerst geldig gepubliceerd in 2011 door Petuch & Sargent.